# Grant Bramwell
Grant Digby Bramwell, né le 28 janvier 1961 à Gisborne, est un kayakiste néo-zélandais. 

## Biographie
Avec Alan Thompson, Ian Ferguson and Paul MacDonald, Grant Bramwell est champion olympique de course en ligne en kayak à quatre 1 000 mètres aux Jeux olympiques d'été de 1984 se tenant à Los Angeles.
Il remporte aux Mondiaux de 1985 une médaille de bronze en kayak monoplace 10 000 mètres.